# Mensajeros de paz
Mensajeros de paz es una película cómica española estrenada el 9 de diciembre de 1957, dirigida por José María Elorrieta y protagonizada por Rafael Luis Calvo, Félix Dafauce y Antonio Almorós.

## Sinopsis
Los Reyes Magos se dirigen hacia Madrid con autorización divina para comprobar si la gente sigue creyendo en ellos. Recorren las calles de la ciudad para recoger todos los juguetes que tienen que llevar a los niños en la noche mágica. En su travesía aprovechan el encuentro con los adultos para hacerles ver su situación y animarles a una reconciliación amigable.

## Reparto
- Rafael Luis Calvo como Gaspar.
- Félix Dafauce como Melchor.
- Antonio Almorós como Baltasar.
- Manuel Arbó como Director del banco.
- Francisco Bernal como Carcelero.
- Mario Berriatúa como José María.
- José Calvo como Ladrón en cárcel.
- Roberto Camardiel como Conserje del hotel.
- Raúl Cancio como Director película.
- Antonio Casas como	Enrique.
- Juan Cazalilla como Dueño tienda juguetes.
- Carlos Díaz de Mendoza como Experto en piezas de oro.
- Luis Induni como Mr. Harvey
- Teófilo Palou como	Maître.
- Manuel Requena como Tabernero.
- José Riesgo como Organizador cabalgata.
- Santiago Rivero como Comisario de policía.
- Pastor Serrador como Monje.
- José María Tasso como Ladrón en cárcel.
- Aníbal Vela como Monje.
- Concha Velasco como Irene.
- José Villasante como Camarero.
- Mariangela Giordano como Marichu.
- Rafael Albaicín.
- Mario Morales como Reportero de radio.
- Antonio Giménez Escribano.